# Henry T. Rainey

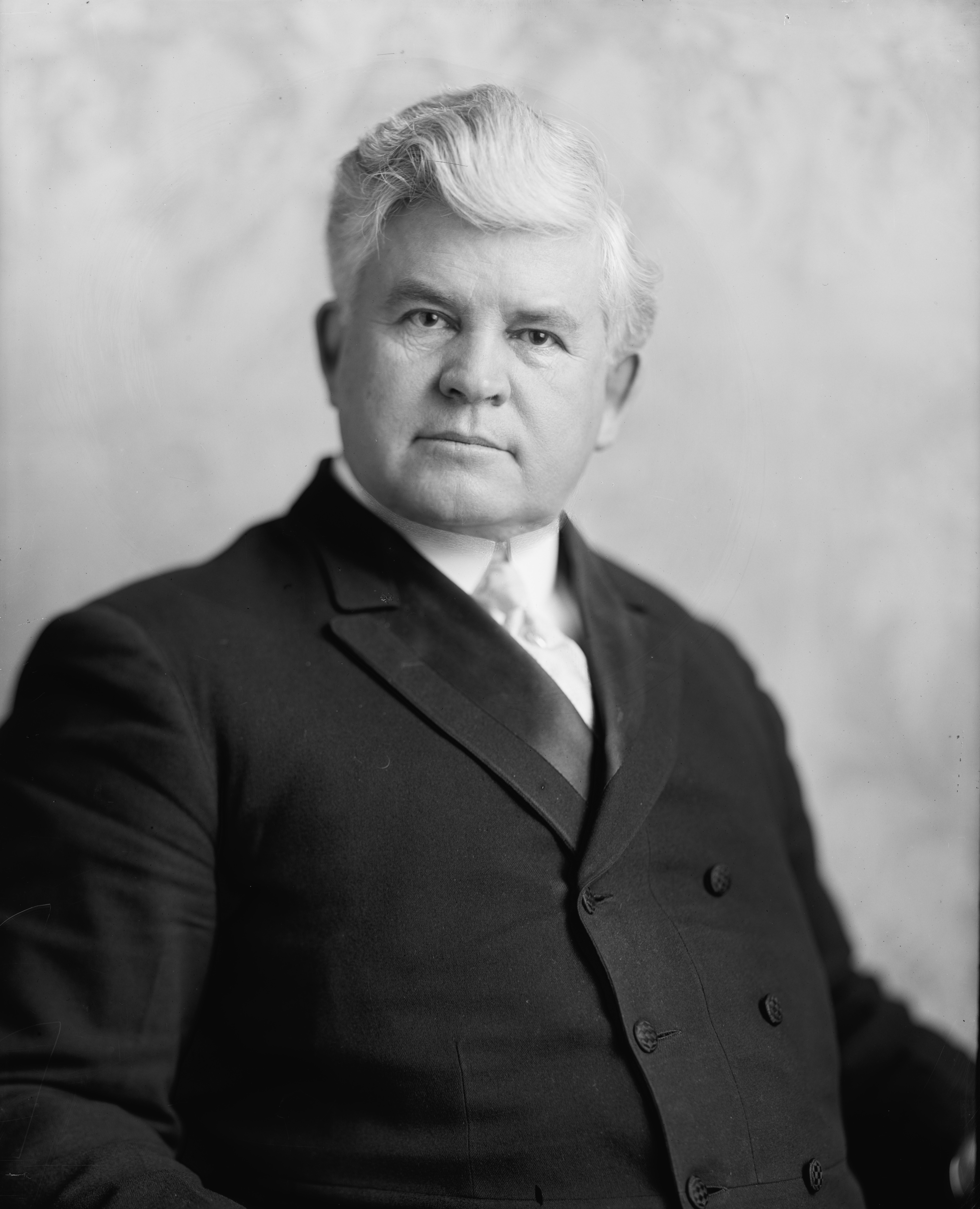
Henry T. Rainey

Henry Thomas Rainey (* 20. August 1860 in Carrollton, Greene County, Illinois; † 19. August 1934 in St. Louis, Missouri) war ein US-amerikanischer Politiker (Demokratische Partei) und von 1933 bis zu seinem Tod im folgenden Jahr der 45. Sprecher des Repräsentantenhauses der Vereinigten Staaten.
Nach dem Besuch der öffentlichen Schulen und der Knox Academy setzte Henry Rainey seine Ausbildung auf dem Knox College in Galesburg fort; es folgten die Abschlüsse am Amherst College 1883 und zwei Jahre darauf am Union College of Law in Chicago. Noch im Jahr 1885 wurde er in die Anwaltskammer aufgenommen und begann in seinem Heimatort Carrollton zu praktizieren.
Zwischen 1887 und 1895 war Rainey als juristischer Assistent (Master in chancery) am Kanzleigericht des Greene County beschäftigt, ehe er zur privaten Praxis zurückkehrte. 1902 begann dann seine politische Laufbahn, als er erstmals für den 20. Kongresswahlbezirk von Illinois ins US-Repräsentantenhaus gewählt wurde. Nach mehrfacher Wiederwahl unterlag er 1902 dem Republikaner Guy L. Shaw und schied aus dem Kongress aus. Zwei Jahre später eroberte er sein Mandat zurück.
Als John Nance Garner, zuvor Minority Leader der demokratischen Minderheitsfraktion im Repräsentantenhaus, im Anschluss an mehrere Siege seiner Partei bei Kongressnachwahlen am 7. Dezember 1931 zum Speaker aufstieg, bewarb sich Rainey um das Amt des Fraktionschefs – nunmehr Majority Leader – und setzte sich dabei gegen Whip John McDuffie durch. Am 9. März 1933 trat er wiederum Garners Nachfolge an, nachdem dieser an der Seite von Franklin D. Roosevelt Vizepräsident der Vereinigten Staaten geworden war.
Rainey wurde zu einem wichtigen Verbündeten Roosevelts. Er trug dafür Sorge, dass die neue Regierung die Maßnahmen des New Deal ohne große Änderungen durch das Parlament umsetzen konnte. Die meisten Reformprogramme wurden in der im Dezember 1933 beginnenden Sitzungsperiode beschlossen. Henry Rainey starb bereits im Sommer des folgenden Jahres, einen Tag vor seinem 74. Geburtstag, an den Folgen eines Herzanfalls.